# Waldreichs (Gemeinde Groß-Siegharts)
Waldreichs ist eine Ortschaft und eine Katastralgemeinde der Gemeinde Groß-Siegharts im Bezirk Waidhofen an der Thaya in Niederösterreich mit 271 Einwohnern (Stand 1. Jänner 2024).

## Geografie
Das Dorf befindet sich nordwestlich von Groß-Siegharts, mit dem es verwachsen ist. Am Ort vorüber führt die Landesstraße L8117. Am 1. April 2020 umfasste die Ortschaft 161 Adressen.

## Geschichte
Im Jahr 1822 wurde der Ort als Dorf mit 40 Häusern genannt, das nach Groß-Siegharts eingepfarrt war, wohin auch die Kinder eingeschult wurden. Die Herrschaft Weinern besaß die Ortsobrigkeit, übte die Landgerichtsbarkeit aus und besorgte die Konskription. Die Untertanen und Grundholde des Ortes gehörten der Herrschaft Weinern und der Pfarre Raabs.
Laut Adressbuch von Österreich waren im Jahr 1938 in der Ortsgemeinde Waldreichs ein Bäcker, ein Gastwirt, ein Gemischtwarenhändler, ein Schuster und ein Landwirt mit Direktvertrieb ansässig. Im Rahmen der Niederösterreichischen Kommunalstrukturverbesserung trat die damalige Ortsgemeinde Waldreichs per 1. Jänner 1968 der Gemeinde Großsiegharts bei.

## Siedlungsentwicklung
Zum Jahreswechsel 1979/1980 befanden sich in der Katastralgemeinde Waldreichs insgesamt 83 Bauflächen mit 29.635 m² und 87 Gärten auf 42.745 m², 1989/1990 gab es 121 Bauflächen. 1999/2000 war die Zahl der Bauflächen auf 272 angewachsen und 2009/2010 bestanden 133 Gebäude auf 291 Bauflächen.

## Bodennutzung
Die Katastralgemeinde ist landwirtschaftlich geprägt. 136 Hektar wurden zum Jahreswechsel 1979/1980 landwirtschaftlich genutzt und 57 Hektar waren forstwirtschaftlich geführte Waldflächen. 1999/2000 wurde auf 124 Hektar Landwirtschaft betrieben und 64 Hektar waren als forstwirtschaftlich genutzte Flächen ausgewiesen. Ende 2018 waren 117 Hektar als landwirtschaftliche Flächen genutzt und Forstwirtschaft wurde auf 64 Hektar betrieben. Die durchschnittliche Bodenklimazahl von Waldreichs beträgt 31,1 (Stand 2010).